# Райнгольд Поммер
Райнгольд Поммер (нім. Reinhold Pommer, 6 січня 1935 — 26 березня 2014) — німецький велогонщик.
Бронзовий призер Олімпійських Ігор 1956 року в командній шосейній гонці.